# Jukka Hentunen
Jukka Hentunen (ur. 3 maja 1974 w Joroinen) – fiński hokeista, reprezentant Finlandii, olimpijczyk. Trener hokejowy.

## Kariera
- Warkis (1993-1995)
- Diskos (1995-1996)
- Hermes (1996-1998)
- HPK (1998-2000)
- Jokerit (2000-2001)
- Calgary Flames (2001-2002)
- Nashville Predators (2002)
  -  Saint John Flames (2002)
- Jokerit (2002-2003)
- Fribourg-Gottéron (2003-2005)
- HC Lugano (2005-2007)
- Ak Bars Kazań (2007-2009)
- Jokerit (2009-2011)
- KalPa (2011-2013)

Wychowanek klubu Warkis. Od maja 2009 roku ponownie zawodnik Jokeritu. Od czerwca 2012 roku zawodnik KalPa. Zakończył karierę w 2013.
Uczestniczył w turniejach mistrzostw świata w 2000, 2001, 2004, 2005, 2006, 2007, Pucharu Świata 2004 oraz zimowych igrzysk olimpijskich 2006.
W 2015 został asystentem trenera w juniorskim klubie KalPa do lat 20.

## Sukcesy
Reprezentacyjne
- Srebrny medal mistrzostw świata: 2001, 2007
- Brązowy medal mistrzostw świata: 2000, 2006
- Srebrny medal igrzysk olimpijskich: 2006
- Finalista Pucharu Świata: 2004

Klubowe
- Brązowy medal mistrzostw Finlandii: 1999, 2000 z HPK
- Złoty medal mistrzostw Szwajcarii: 2006 z Lugano
- Złoty medal mistrzostw Rosji / KHL / Puchar Gagarina: 2009 z Ak Barsem
- Puchar Kontynentalny: 2003 z Jokeritem, 2008 z Ak Barsem

Indywidualne
- Mistrzostwa Świata w Hokeju na Lodzie 2000: 
  - Pierwsze miejsce w klasyfikacji +/-: +9
- SM-liiga (2000/2001):
  - Najlepszy zawodnik miesiąca – styczeń 2001
- KHL (2008/2009):
  - Pierwsze miejsce w klasyfikacji strzelców w fazie play-off: 9 goli
  - Piąte miejsce w klasyfikacji zwycięskich goli ww fazie play-off: 2 gole
- SM-liiga (2009/2010):
  - Pierwsze miejsce w klasyfikacji strzelców w sezonie zasadniczym: 28 goli (Trofeum Aarnego Honkavaary)[1]
  - Piąte miejsce w klasyfikacji kanadyjskiej w sezonie zasadniczym: 50 punktów[2]